# Princess Juliana International Airport

i7
i11
i13
Der Princess Juliana International Airport (IATA-Code: SXM, ICAO-Code: TNCM) ist ein Flughafen im niederländischen Teil der Insel St. Martin in der Karibik.
Der Flugplatz wurde im Zweiten Weltkrieg von US-Pioniereinheiten erbaut und diente zunächst als Militärflugplatz der Alliierten, die ihn zur Luftraumüberwachung der karibischen Gewässer nutzten. Er wurde 1944 von der späteren Königin Juliana während einer geheim gehaltenen Reise zu den Niederländischen Antillen offiziell für den zivilen Flugverkehr eröffnet und trägt seither ihren Namen.

## Flugregeln / Technische Details

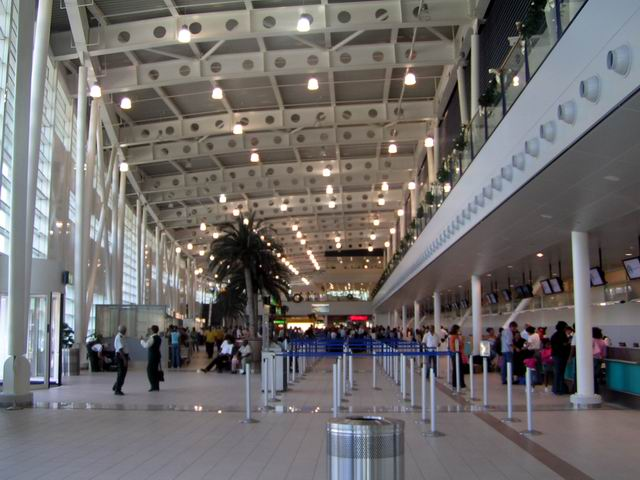
Die Schalterhalle des Flughafens

Der Flughafen verfügt nicht über ein Instrumentenlandesystem, sondern nur über VOR/DME sowie Sichtanflugverfahren. Außerdem befinden sich in relativ geringem Abstand hinter der Startbahn 10 mehrere Hügel, sodass abhebende Flugzeuge schnell an Höhe gewinnen und so früh wie möglich eine Rechtskurve fliegen müssen (siehe Abschnitt Besonderheiten). Die Start- und Landebahn ist nur 2300 Meter lang, was eine Beschränkung des Startgewichts für Großraumflugzeuge mit sich bringt. Der Flughafen wird mit Maschinen unterschiedlichster Größe bedient: neben kleinen Sportmaschinen sowie Regionalflugzeugen wie der De Havilland DHC-8 finden sich auch vierstrahlige Jets wie die Boeing 747 und der Airbus A340. Eine Boeing 747 kann auf Grund der kurzen Startbahn weit entfernte Ziele nicht direkt erreichen, da sie voll aufgetankt eine längere Piste benötigen würde. Deswegen wird von KLM zunächst Curaçao oder Aruba und von Corsair Martinique oder Guadeloupe angesteuert, um dort für den Weiterflug aufzutanken.

## Fluggesellschaften und Ziele
Der Flughafen wird aus Europa von Air France mit A340-300 (Paris-Charles-de-Gaulle), KLM (A330-200, Amsterdam), zweimal wöchentlich von Air Caraïbes (A330-200) von Paris-Orly und unregelmäßig im Charterverkehr von Corsair International (A330, Paris-Orly) angeflogen. Air Canada Rouge und weitere Fluggesellschaften aus Nordamerika und der Karibik bieten tägliche Linienverbindungen in die USA, Kanada und zu Karibik-Inseln an. Als Heimatflughafen dient der Princess Juliana International Airport für die karibische Fluggesellschaft Winair (Windward Island Airways).
Im Luftfrachtbereich fliegt Amerijet International die Ziele Miami, Santiago de los Caballeros sowie Santo Domingo an.
In der Vergangenheit wurde der Flughafen von mehreren Fluggesellschaften mit der Boeing 747 angeflogen. Der letzte Landeanflug und Start einer 747 (KLM) fand am 28. Oktober 2016 statt.

## Besonderheiten

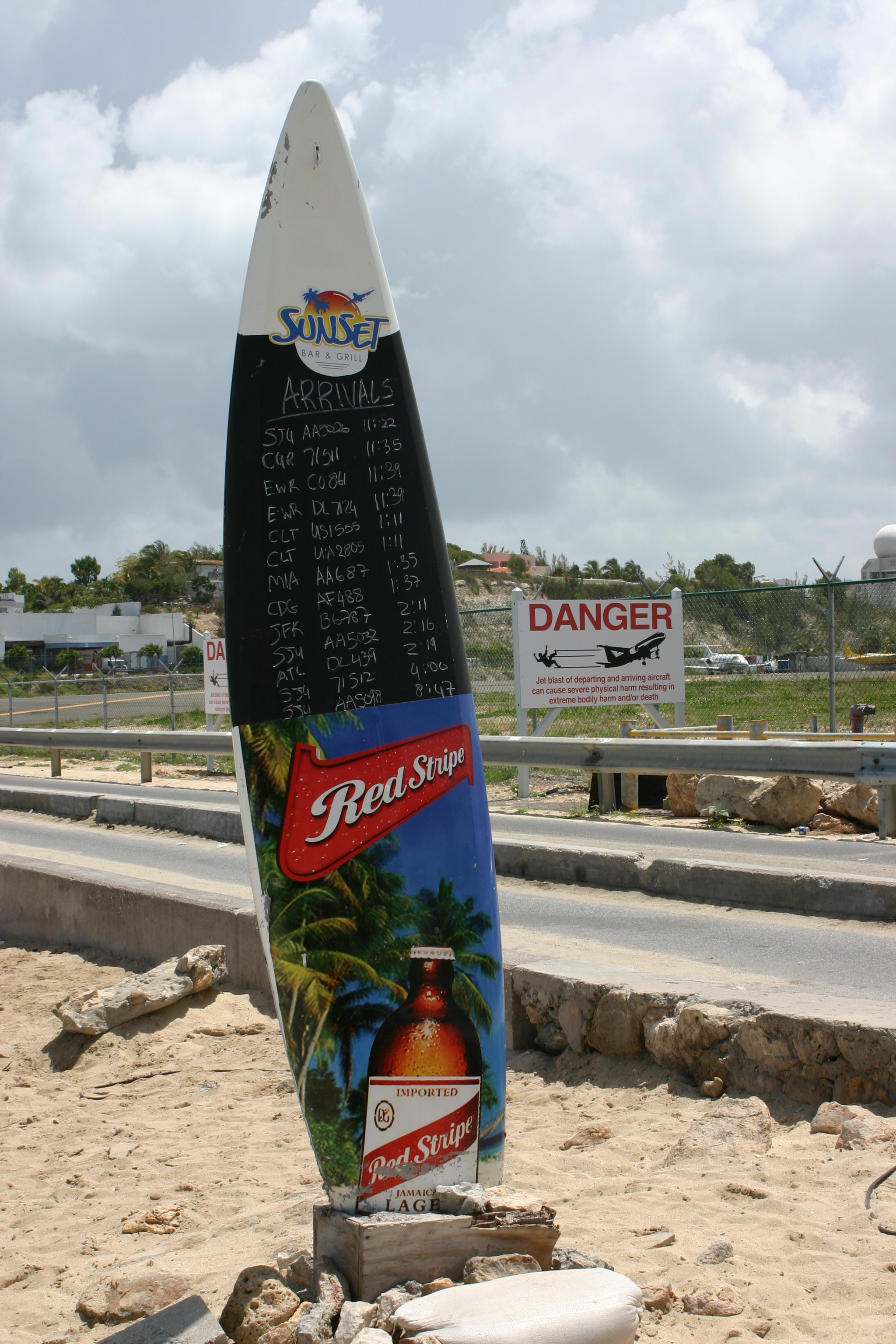
Ankunftszeiten

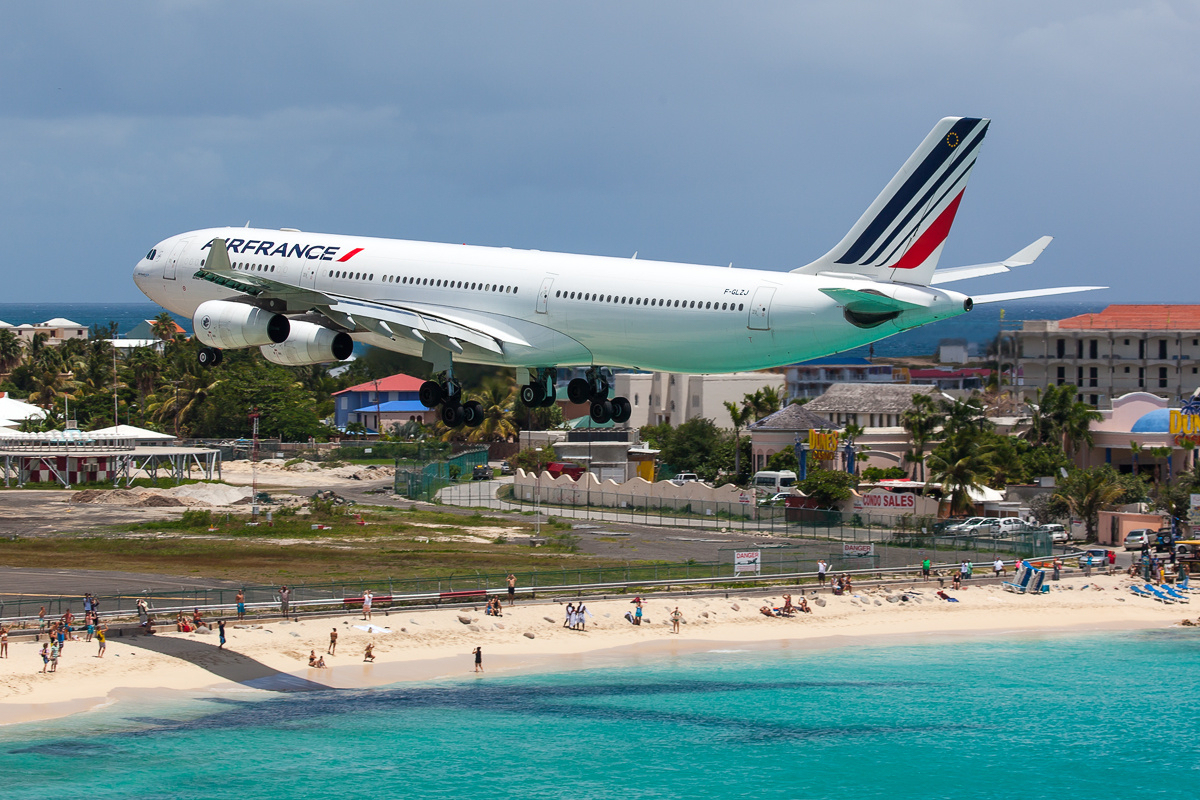
Airbus A340 der Air France im Endanflug

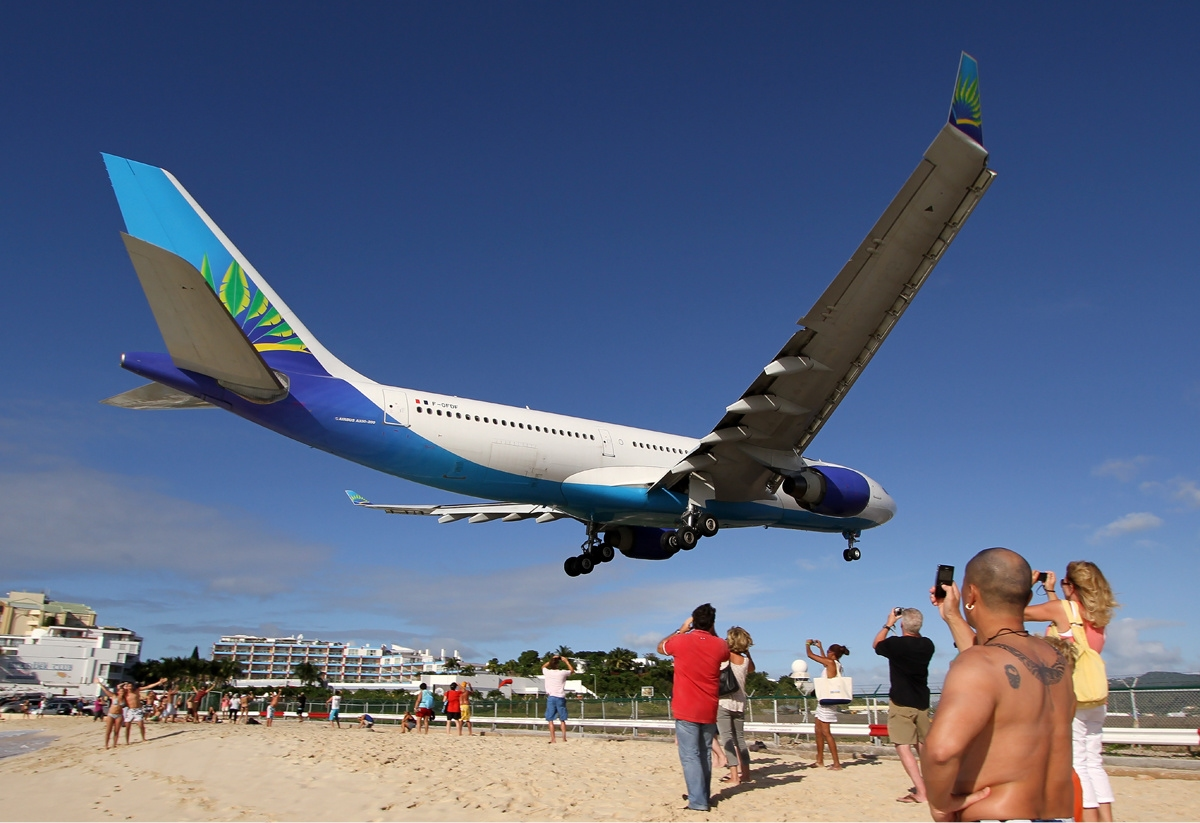
Flugzeug kurz vor dem Aufsetzen über dem Strand

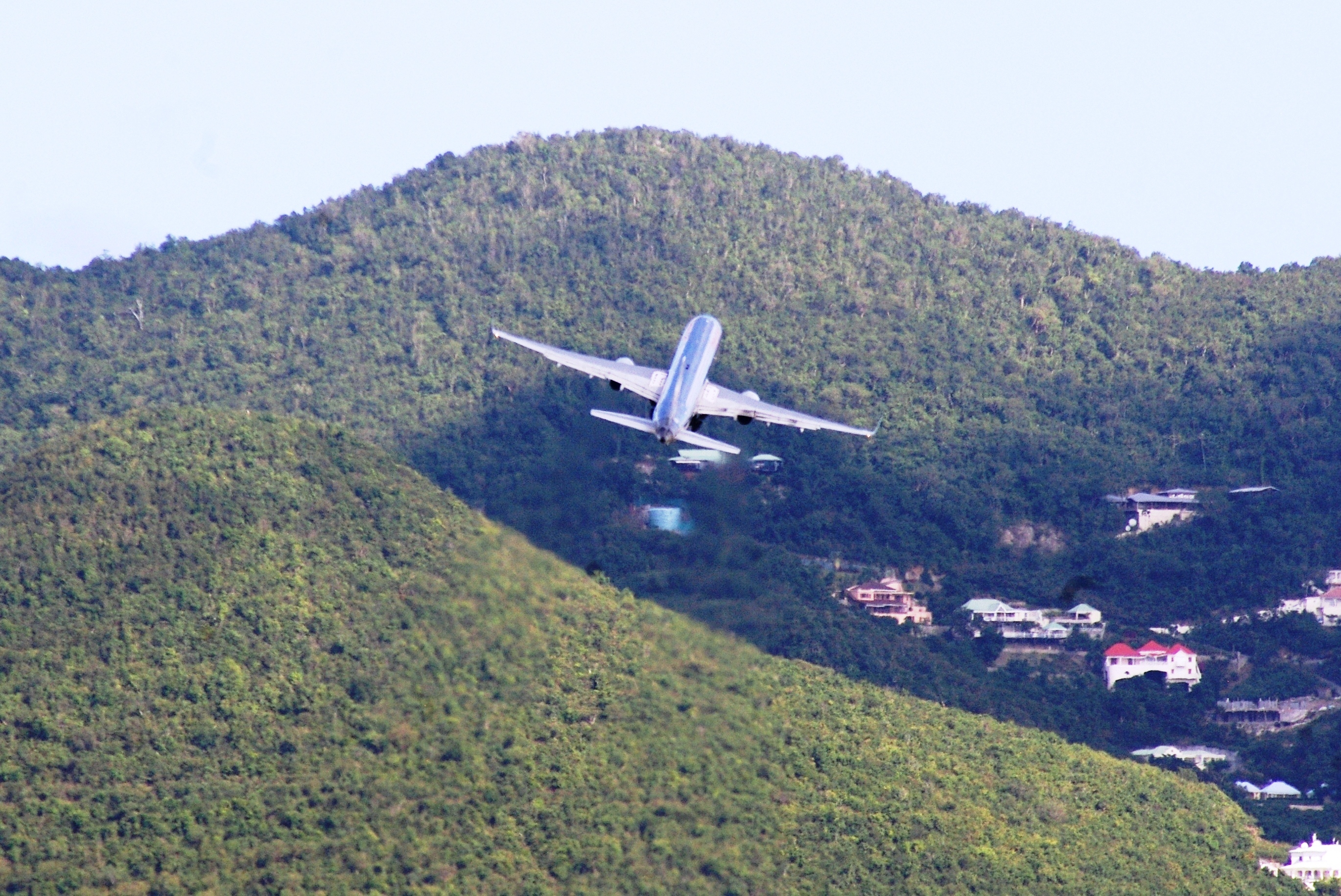
Hügel im Osten erfordern rasches Steigen

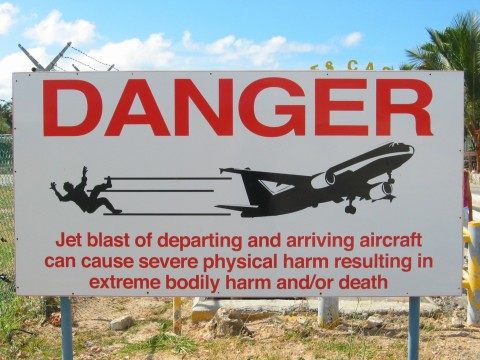
Warnschild am Strand

Als besondere Attraktion des Flughafens gilt dessen Lage. Die Landeschwelle der Landebahn 10 ist nur ca. 160 Meter vom Maho Beach entfernt. Aufgrund des hügeligen Terrains im Osten kann ausschließlich von Westen kommend auf Piste 10 gelandet werden; dabei überqueren die Flugzeuge in geringer Höhe den Strand. Begünstigt wird das auch durch den Umstand, dass ein hoher Zeitanteil auf östliche Winde fällt. Beim Anrollen zum Start werden durch den Schubstrahl der Triebwerke Sand und kleine Steine aufgewirbelt. Weil die Flugzeuge meist Richtung Osten starten und wegen der Hügel dort schnell an Höhe gewinnen müssen, wird der volle Schub häufig schon im Stand aufgebaut, bevor die Bremsen gelöst werden. Deshalb ist für Zuschauer der Aufenthalt am Strand direkt vor der Startbahn gefährlich.
Wegen der seltenen Möglichkeit, Flugzeuge im tiefen Endanflug über einem tropischen Sandstrand zu beobachten, ist der Airport weltweit bei Planespottern bekannt und beliebt. Darüber hinaus sammeln sich täglich waghalsige Touristen unmittelbar am Flughafenzaun und kämpfen gegen die Kraft der Turbinenstrahlen startender Flugzeuge an (sogenanntes „Zaunsurfen“). Warnschilder des Flughafenbetreibers weisen darauf hin, dass der Abgasstrahl startender und landender Flugzeuge ernsthafte, sogar tödliche Verletzungen verursachen kann. Dennoch geschah genau dies am 12. Juli 2017, als eine 57-jährige Neuseeländerin im Strahl einer startenden Boeing 737-800 sich nicht mehr am Begrenzungszaun festhalten konnte, mit dem Kopf gegen einen Betonblock geschleudert wurde und kurz darauf im Krankenhaus ihren Verletzungen erlag.
Zur Information der Schaulustigen werden die täglichen Flugbewegungen (Fluggesellschaften, Landezeiten und Abflugorte) am Strand neben der Landebahn von einem Restaurant-Betreiber handschriftlich auf einem aufrecht stehenden Surfbrett notiert und regelmäßig aktualisiert.
In Europa bietet der Flughafen Alexandros Papadiamantis auf der griechischen Insel Skiathos ähnlich spektakuläre Beobachtungsmöglichkeiten.

## Ausbau
Der Flughafen wurde mehrmals ausgebaut, um das für die Zukunft erwartete Passagieraufkommen von 2,5 Millionen Fluggästen pro Jahr aufnehmen zu können. Der neueste Terminal wurde am 10. November 2006 von Königin Beatrix eröffnet.
Um die aktuellen ICAO-Anforderungen zu erfüllen, begann am 8. März 2010 der Bau der RESA (runway end safety area – Start-/Landebahnendsicherheitsfläche) mit einer Länge von 90 m. Hierfür wurde am östlichen Ende der Landebahn Land aufgeschüttet sowie eine Straße verlegt. Anfang 2011 wurden die Bauarbeiten abgeschlossen.
Im September 2017 wurde der Flughafen durch Hurrikan Irma schwer beschädigt.

## Zwischenfälle
- Am 2. Mai 1970 wurde eine Douglas DC-9 der Overseas National Airways (Luftfahrzeugkennzeichen N935F), die im Auftrag der ALM Antillean Airlines den Linienflug ALM 980 von New York nach Sint Maarten durchführen sollte, nach mehreren wegen schlechter Sichtverhältnisse abgebrochenen Landeanflügen auf den Princess Juliana Airport nach Saint Thomas umgeleitet. Das Flugzeug konnte den dortigen Flughafen aufgrund ungenügender Treibstoffreserven aber nicht mehr erreichen. Nach der Notwasserung ungefähr 50 Kilometer ostnordöstlich der Insel Saint Croix konnten nur 40 der 63 Insassen gerettet werden; 22 Passagiere sowie ein Besatzungsmitglied kamen bei dem Unfall ums Leben (siehe auch: ALM-Flug 980).[17]

- Am 21. Dezember 1972 verunglückte eine de Havilland Canada DHC-6-300 Twin Otter der französischen Air Guadeloupe (F-OGFE) bei einem nächtlichen, im Auftrag von Air France durchgeführten Flug im Anflug auf den Flughafen Princess Juliana International (Sint Maarten). Alle 13 Insassen, beide Besatzungsmitglieder und 11 Passagiere, kamen ums Leben.[18]

- Am 29. Oktober 2014 stürzte eine Short 360-200 der amerikanischen Gesellschaft Skyway Enterprises (Luftfahrzeugkennzeichen N380MQ), die im Auftrag von FedEx Luftfracht nach San Juan auf Puerto Rico befördern sollte, unmittelbar nach dem Start von Piste 28 vor der Küste von Sint Maarten ins Meer. Beide Piloten kamen bei dem Absturz ums Leben.[19]